# Уланов Анатолій Андрійович
Анатолій Андрійович Уланов (10 квітня 1929 — ?) — український радянський діяч, радянський дипломат, 1-й секретар Дніпропетровського міськкому КПУ, секретар Ворошиловградського обкому КПУ. Депутат Верховної Ради УРСР 7—8-го скликання. Член ЦК КПУ в 1971—1976 р. Кандидат технічних наук.

## Біографія
Освіта вища.
Член ВКП(б) з 1950 року.
До 13 січня 1967 року — завідувач відділу науки і навчальних закладів Дніпропетровського обласного комітету КПУ.
23 листопада 1966 — 1970 року — 1-й секретар Дніпропетровського міського комітету КПУ.
У 1970 — липні 1972 р. — завідувач відділу організаційно-партійної роботи ЦК КПУ.
25 липня 1972 — 19 вересня 1975 року — секретар Ворошиловградського обласного комітету КПУ.
З вересня 1975 року — на навчанні у Дипломатичній академії МЗС СРСР.
27 жовтня (12 листопада) 1977 — 7 червня 1984 року — надзвичайний і повноважний посол СРСР у Ліберії.
У 1984 році — на відповідальній роботі у центральному апараті Міністерства закордонних справ СРСР.
28 грудня 1984 — 14 липня 1989 року — надзвичайний і повноважний посол СРСР у Гаяні.
Потім — на пенсії у місті Москві.

## Нагороди
- орден «Знак Пошани» (1979)
- медалі